# Maslenitsa

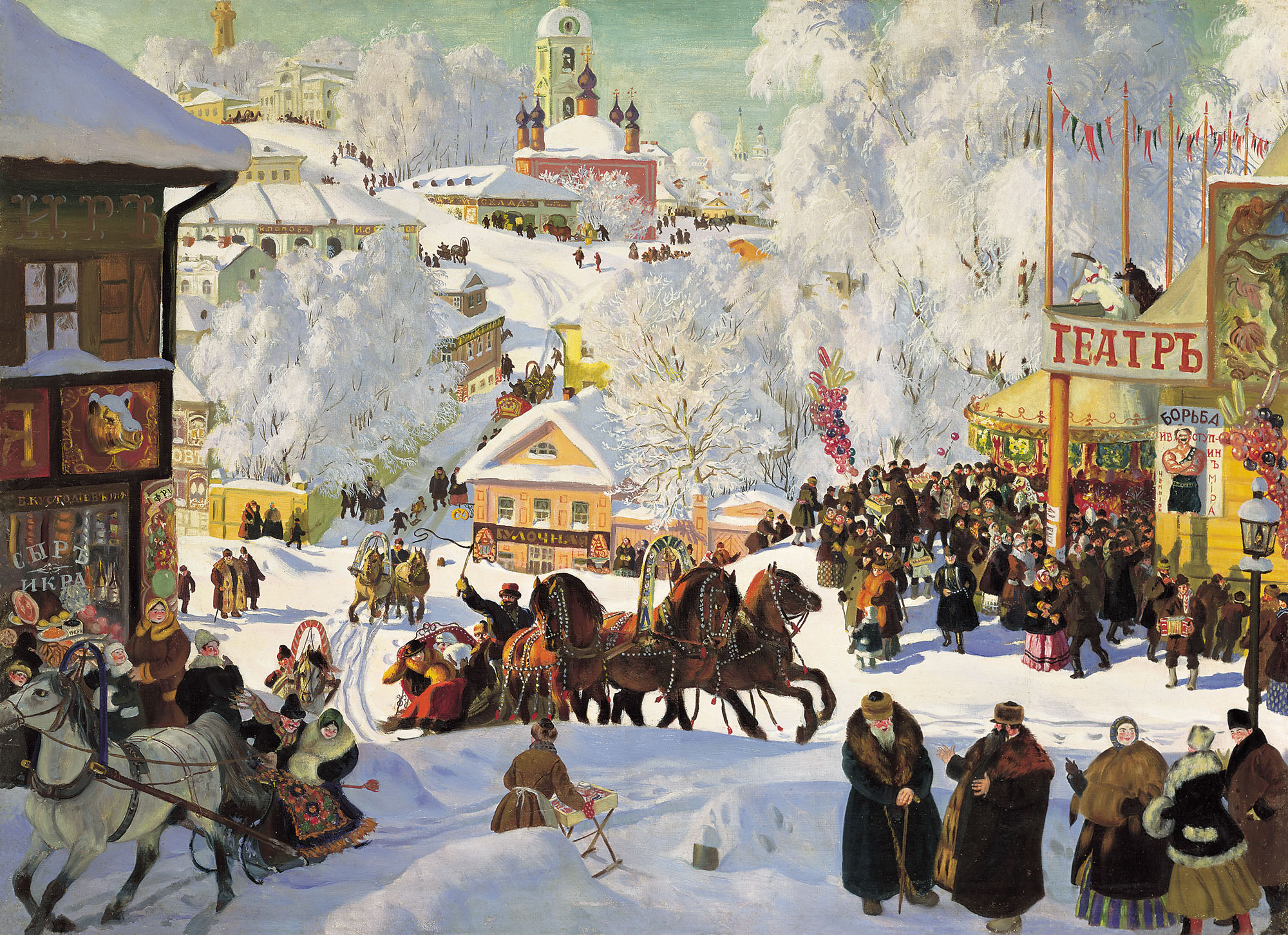
Maslenitsa. Boris Koestodiev, 1919 (Isaak Brodski Museum, St. Petersburg)

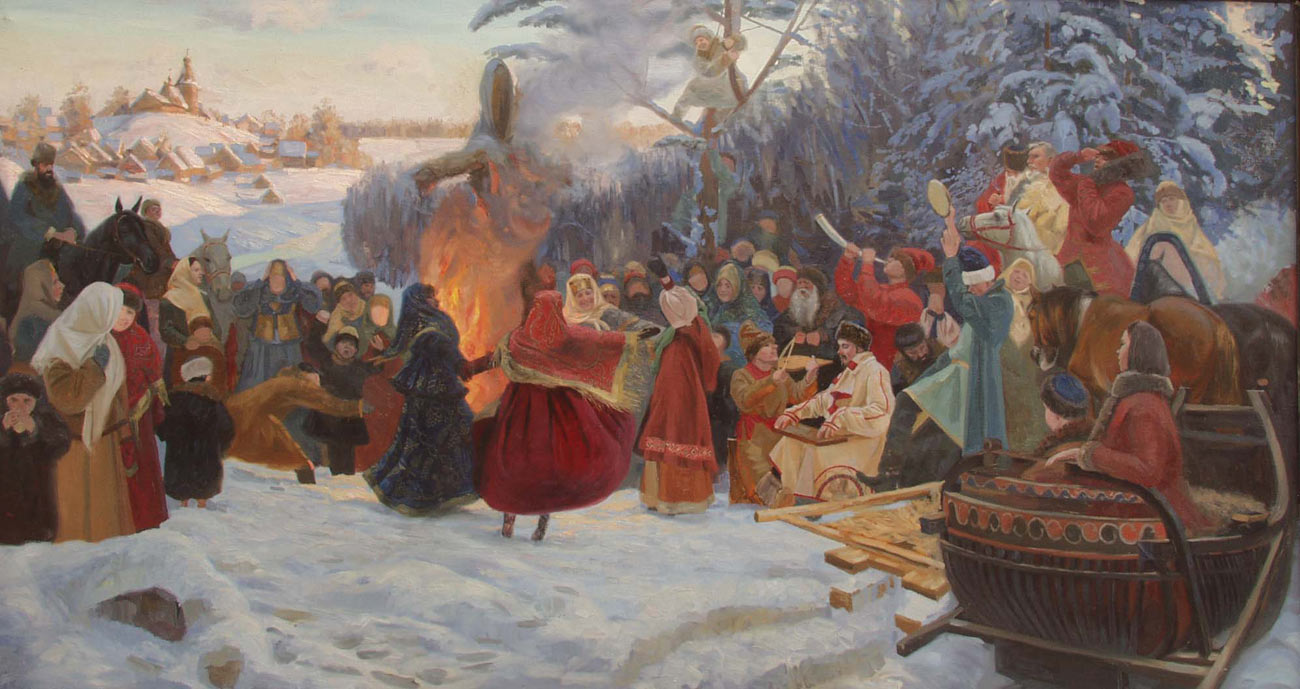
Maslenitsa. Abschied von Wintersemester. Rusland in de 17e eeuw. Olieverf op linnen, 120 × 205 cm. Simon Kozjin, 2001

Maslenitsa (Russisch: Масленица, Oekraïens: Масниця, Wit-Russisch: Масьленіца), ook wel bekend als 'pannenkoekenfeest' of 'boterfeest', is een Russisch feest dat aan carnaval verwant is en dat zowel een (Orthodox-) christelijk als een heidense component heeft.
Maslenitsa wordt gevierd gedurende de laatste week voor de grote vasten, de zevende week voor het Orthodox Pasen die rond tweede helft van februari valt.
In zijn heidense betekenis wordt met Maslenitsa het aanstaande einde van de winter gevierd. Het hoofdgerecht tijdens Maslenitsa zijn blini (Russisch: блины, kleine pannenkoeken). Het feest wordt tot in de nacht gevierd en wordt afgesloten met het verbranden van een pop van stro die de winter symboliseert. In de christelijke betekenis is het een week, in de aanloop naar de vasten, waarin al geen vlees mag worden gegeten, maar nog wel melk, kaas en andere zuivelproducten. Mogelijk is hiervan ook het woord maslenitsa (boterfeest of vetfeest) afgeleid maar het kan ook zijn oorsprong hebben in het gebruik dat in Nederland en Vlaanderen bekendstaat als vette dinsdag op Vastenavond, en in Frankrijk en in New Orleans als Mardi Gras), waarbij al het vet dat in huis is, wordt opgemaakt.
Maslenitsa heeft altijd onder druk gestaan, eerst van de Kerk, daarna van het sovjetregime. Tegenwoordig is dit feest "gelegaliseerd" en worden de maslenitsavieringen in alle grote steden georganiseerd.